# Shinya Nishikawa
Shinya Nishikawa (西川 慎也 Nishikawa Shinya?,  nacido el 12 de junio de 1974 en Fukuoka) es un exfutbolista japonés que se desempeñaba como delantero.

## Trayectoria

### Clubes
| Club             | País  | Año         |
| ---------------- | ----- | ----------- |
| Yokohama Marinos | Japón | 1993 - 1995 |

## Palmarés

### Títulos nacionales
| Título    | Club             | País  | Año  |
| --------- | ---------------- | ----- | ---- |
| J1 League | Yokohama Marinos | Japón | 1995 |